# Pelayo Club de Fútbol
El Pelayo Club de Fútbol fue un club de fútbol español de la ciudad de Gijón fundado el 14 de marzo de 1947. Desapareció en el mes de julio de 1969 tras fusionarse con el Club Calzada para formar el U. D. Gijón Industrial.

## Historia
El Pelayo Club de Fútbol fue fundado el día 14 de marzo de 1947 en el barrio gijonés de Jove, y su primera junta directiva estuvo presidida por José Suárez Álvarez. El club comenzó compitiendo en la Segunda Regional en la temporada 1947/48 y, al final de la misma, consiguió el ascenso a Primera Regional después de finalizar como subcampeón del grupo 2 y vencer en la promoción al Carbayedo. Tras militar durante once años en la categoría, en la campaña 1958/59 se proclamó campeón y promocionó a la Tercera División, donde se mantuvo durante ocho temporadas consecutivas. Su mejor clasificación fue un quinto puesto en la campaña 1961/62.
Su última participación en Tercera, en la temporada 1966/67, se saldó con un descenso de categoría al haber finalizado como colista con únicamente cinco puntos. Tras disputar otras dos campañas en Primera Regional, en el mes de julio de 1969 se fusionó con el Club Calzada para formar el U. D. Gijón Industrial.

## Uniforme
- Uniforme titular: camiseta blanquiazul a rayas verticales, pantalón azul y medias blanquiazules a franjas horizontales.
- Uniforme alternativo: camiseta, pantalón y medias blancas.

## Estadio
El primer terreno de juego utilizado por el Pelayo fue el conocido como campo de Jalisco, situado en la misma parcela del barrio de Jove que luego ocupó el Benito Arrigorriaga pero con orientación inversa, y que compartía con otros clubes de la época como, principalmente, el Natahoyo. Posteriormente, el equipo comenzó a disputar sus partidos como local en el campo de Santa Cruz, situado en el mismo barrio. Fue inaugurado en el año 1948 y, tras la fusión con el Club Calzada, continuó siendo usado por el U. D. Gijón Industrial.

## Datos del club
- Temporadas en Primera División: 0
- Temporadas en Segunda División: 0
- Temporadas en Segunda División B: 0
- Temporadas en Tercera División: 8